# Буря суне
Буря суне (англ. The Gathering Storm) — роман у жанрі епічного фентезі американських письменників Роберта Джордана та Брендона Сендерсона,  дванадцятий  у циклі «Колесо часу» (англ. The Wheel of Time). Роман опублікували видавництва Tor Books та Orbit, він побачив світ 27 жовтня 2009 року. Роман складається з пролога, 50 глав та епілогу.
Роман одразу ж очолив список бестселерів газети «Нью-Йорк таймс», уп'яте поспіль серед книг циклу.
Роберт Джордан помер 16 вересня 2007 року, працюючи над останньою за планом книгою циклу «Пам'ять світла». Вдова письменника Гаррієт Макдугал та видавець Том Догерті звернулися до Брендона Сендерсона з пропозицією завершити працю. Познайомившись із матеріалами, Сендерсон вирішив, що в одну книгу завершення не поміститься, і запропонував написати ще три книги.  «Буря збирається» стала першою із цих останніх трьох книг. У передмові до неї Сендерсон зазначив, що стиль можливо змінився через різну манеру письма авторів.

## Стислий зміст
Цикл «Колесо часу» описує події напередодні Останньої битви між силами Світла й Пітьми. За пророцтвом у битві обов'язково на боці сил Світла повинен битися Відроджений Дракон, інакше істота, відома як Темний, переможе, вирветься із заточення й змінить світ.
У романі багато сюжетних ліній, але основну увагу зосереджено на двох персонажах: Рандові аль-Тору та Егвейн аль-Вір. Розповідь про те, як Ранд збирає сили до Останньої битви, висвітлює також його намагання зберегти розум, корумпований вживанням отруєної чоловічої половини Єдиної сили. Щодо Егвейн, то вона намагається об'єднати Білу вежу, головний осередок айз-седай, й викрити чорну аджу, тайну організацію зрадників у їхніх лавах. Про інших персонажів, наприклад, Перріна Айбару й Матріма Каутона згадується, але значно на хід подій вони не впливають. Інші персонажі, до прикладу, Елейн Траканд та Лан Мандрогоран, не діють безпосередньо, їх тільки згадують у розмовах.

### Ранд аль-Тор
На початку книги Ранд відновлює порядок в Арад-Домані й веде пошуки проклятої Грендал. Айз-седай допомагають Ранду допитувати впійману Семірейдж. Але спільники звільнили Семірейдж і передали їй чоловічий а'дам, який вона зуміла одягнути на Ранда. Разом із айз-седай із чорної аджі, Семірейдж змушує його катувати й навіть спробувати вбити Мін Фаршо. Втративши можливість каналювати саїдін, він несподівано й невідомо як дотягується до Справжної сили, яку Темний дарує своїм проклятим, звільнюється і вбиває Семірейдж та чорну сестру. Після цього він твердо вирішує бути черствим і невблаганним. За те, що айз-седай не зуміли вберегти а'дам, він проганяє від себе Кадсуане Мелайдрін, загрожуючи вбити її, якщо вона ще раз покажеться йому на очі.
Далі Ранд зустрічається з посольством шончан, інтервентів з іншого континенту. Туон, яка проголосила себе імператицею, відмовляється від перемир'я з Рандом, відчуваючи в ньому пітьму, наслідок каналювання Справжньої сили. Вона готує раптовий напад на Білу вежу. 
Виявилося, що Грендал переховується у віддаленому палаці. Переконавшись у цьому, Ранд використовує могутній тер'ангреал Кедан Кал і зносить будівлю пекельним вогнем, який випалює об'єкт з історії.  Мін та Найнів це лякає, й вони звертаються за порадою до Кадсуане. Ранд утратив надію врятувати Арад-Доман від шончан і голоду й повертається у Тір. 
На прохання Кадсуане, Найнів, сподіваючись зламати емоційну ізоляцію Ранда, приводить до нього його батька Тама. Довідавшись, що Тама прислала Кадсуане, Ранд розізлився і ледь не вбив Тама, але втік жахнувшись того, що міг зробити. Ранд переноситься в Ебу-Дар з наміром знищити військо шончан, але мирний вигляд міста стримує його. Ледь не збожеволівши від люті й горя, він переноситься на вершину Драконової гори, де вбив себе в попередньому житті. Він збирає в Кедан Далі достатньо сили для знищення світу, але голос Льюза Теріна в його голові говорить, що, якщо він вже відродився, то має можливість зробити все правильно. Згодившись, Ранд напраляє силу на сам Кедан Кал і знищує його. Нарешті він може сміятися.

#### Егвейн аль-Вір
Інша сюжетна лінія описує амірлін-сіт бунтівних айз-седай. Опинившись у полоні в Білій вежі, вона підриває владу Елайди  зсередини. Спочатку її понизили до новенької, але відвертий бунт проти Елайди призвів до того, що амірлін-сіт звинуватила її в тому, що вона прибічниця Темного, й звеліла ув'язнити її.  Але Елайда не змогла довести свого звинувачення й Егвейн звільнили.
Повернувшись у свою кімнату, вона застає Верін Матвін. Та зізнається, що належить до чорної аджі. Вона використала шпарину в обітниці, що проголошувала, що вона не зрадить «до години смерті», Верін отруїлася й використала останню годину життя для викриття усього, про що встигла довідатися. Попри те, що вона змушена була присягнути чорній аджі, вона завжди збирала інформацію. Вона передала Егвейн записи з подрбицями структури таємної організації й списком імен, а потім померла.
Через розкол у Білій вежі, вона не може організувати ефективну оборону проти шончан. Багато айз-седай загинули або потрапили в полон, доки Егвейн із групою новеньких не зупиняє напад. Сюань Санче, Гавін Траканд та Гарет Брін приходять на виручку, але вона настільки виснажена, що не може чинити опір, коли вони забирають її. Коли вона приходить до тями, вона бідкається, що її шанси здобути авторитет у Білій вежі завдяки перемозі над шончанами, зруйновані.
Егвейн починає викривати членів чорної аджі між бунтівниками, змушуючи кожну сестру повторно принести обітницю. Викрито й страчено 50 сестер. Скориставшись ослабленням Білої вежі, бунтівники одразу ж атакують. Перед нападом айз-седай із Білої вежі проголошують, що Елайду захопили шончани, і вони згодні прийняти Егвейн як амірлін-сіт. Бунтівники повертаються в Білу вежу й починають її відбудовувати.